# José Sócrates
José Sócrates Carvalho Pinto de Sousa (Vilar de Maçada, 6 de septiembre de 1957) es un político portugués, secretario general del Partido Socialista y Primer ministro de Portugal entre 2005 y 2011.

## Biografía
José Sócrates ha sido miembro del Partido Socialista desde 1981 y miembro de la Asamblea de la República desde 1987. En 1995, formó parte del primer Gobierno de António Guterres como secretario de Estado de Medio Ambiente y dos años después, Sócrates fue nombrado ministro de Juventud y Deporte, siendo así uno de los primeros organizadores de la Eurocopa 2004 en Portugal. Fue ministro de Medio Ambiente del segundo gobierno de Guterres desde 1999 hasta 2001. Tras la renuncia de Ferro Rodrigues como líder del partido en 2004, Sócrates ganó las elecciones internas con 80 % de apoyo del partido.
Está divorciado y es padre de dos hijos.
Después de obtener un mandato con mayoría absoluta en la Asamblea de la República durante las elecciones de 2005, Sócrates fue invitado por el presidente Jorge Sampaio a formar nuevo gobierno. Sócrates y su gobierno prometieron ante el presidente el 12 de marzo de 2005.
José Sócrates volvió a vencer en las elecciones de 2009, aunque sin mayoría absoluta.
Presentó su dimisión el 23 de marzo de 2011 tras no haberse aprobado en el Parlamento sus medidas de ajuste económico. Aunque el día 25, el presidente Cavaco Silva inició una ronda de contactos con los distintos partidos políticos para resolver la crisis abierta con la decisión de Sócrates, finalmente tuvo que aceptar la dimisión y el día 31 anunció elecciones anticipadas para el 5 de junio.
En noviembre de 2014 José Sócrates fue detenido por su presunta vinculación con un caso sobre fraude fiscal, blanqueo de capitales y corrupción.